# Copa América 1993
La Copa América 1993 fue la trigesimosexta edición de este torneo organizado por la Confederación Sudamericana de Fútbol. El mismo, se realizó en Ecuador entre el 15 de junio y el 4 de julio de 1993. Participaron las diez selecciones asociadas de la Conmebol, mientras que la novedad fue la participación por primera vez de Estados Unidos y México, ambos provenientes de la Confederación de Norteamérica, Centroamérica y el Caribe de Fútbol.
Argentina fue campeón derrotando a México por 2-1 en la final disputada en Guayaquil. De este modo, obtuvo su décimo cuarto título en la competición y se clasificó para disputar la Copa Confederaciones 1995.

## Árbitros
- Francisco Lamolina.
- Alberto Tejada.
- Pablo Peña.
- Iván Guerrero.
- José Torres Cadena.
- Arturo Brizio Carter.
- Ángel Guevara.
- Alfredo Rodas.
- Jorge Nieves.
- Arturo Angeles.
- Juan Francisco Escobar Valdez.
- Marcio Rezende.
- Álvaro Arboleda.

## Sedes
| Quito                             | Guayaquil                                        | Guayaquil                 |
| --------------------------------- | ------------------------------------------------ | ------------------------- |
| Estadio Olímpico Atahualpa        | Estadio Monumental                               | Estadio George Capwell    |
| Capacidad: 35 258                 | Capacidad: 57 000                                | Capacidad: 40 000         |
|                                   |                                                  |                           |
| Machala                           | Quito Guayaquil Machala Portoviejo Cuenca Ambato | Portoviejo                |
| Estadio 9 de Mayo                 | Quito Guayaquil Machala Portoviejo Cuenca Ambato | Estadio Reales Tamarindos |
| Capacidad: 17 800                 | Quito Guayaquil Machala Portoviejo Cuenca Ambato | Capacidad: 21 000         |
|                                   | Quito Guayaquil Machala Portoviejo Cuenca Ambato |                           |
| Cuenca                            | Quito Guayaquil Machala Portoviejo Cuenca Ambato | Ambato                    |
| Estadio Alejandro Serrano Aguilar | Quito Guayaquil Machala Portoviejo Cuenca Ambato | Estadio Bellavista        |
| Capacidad: 16 500                 | Quito Guayaquil Machala Portoviejo Cuenca Ambato | Capacidad: 16 500         |
|                                   | Quito Guayaquil Machala Portoviejo Cuenca Ambato |                           |

## Formato
En esta oportunidad se formaron tres grupos de cuatro equipos cada uno. Los dos primeros de cada grupo pasaron a los cuartos de final, así como los dos mejores terceros. En caso de empate en alguna posición durante esta fase, se decidía mediante los siguientes expedientes:
1. Diferencia de goles en todos los partidos del grupo.
2. Mayor número de goles anotados en todos los partidos del grupo.
3. Ganador del partido jugado entre los equipos en disputa.
4. Moneda al aire.

De aquí se pasaba a partidos de eliminación directa, hasta llegar a la confrontación final. En caso de empates en estos partidos, se definía al ganador mediante lanzamientos desde el punto penal, en el debut de esta modalidad en la Copa América. Esta fue la última edición en la cual se dio dos puntos por partido ganado, ya que a partir del Mundial 94 se otorgó 3 puntos por partido ganado y de allí en adelante así sería en todas las competencias de la FIFA.

## Equipos participantes
| Equipos participantes | Equipos participantes | Equipos participantes | Equipos participantes |
| --------------------- | --------------------- | --------------------- | --------------------- |
| Argentina             | Bolivia               | Brasil                | Chile                 |
| Colombia              | Ecuador               | Estados Unidos        | México                |
| Paraguay              | Perú                  | Uruguay               | Venezuela             |

- En cursiva las selecciones que participan por primera vez.

## Primera fase

### Grupo A
| Selección      | Pts. | PJ | PG | PE | PP | GF | GC | Dif. |
| -------------- | ---- | -- | -- | -- | -- | -- | -- | ---- |
| Ecuador        | 6    | 3  | 3  | 0  | 0  | 10 | 2  | +8   |
| Uruguay        | 3    | 3  | 1  | 1  | 1  | 4  | 4  | 0    |
| Venezuela      | 2    | 3  | 0  | 2  | 1  | 6  | 11 | –5   |
| Estados Unidos | 1    | 3  | 0  | 1  | 2  | 3  | 6  | –3   |

| 15 de junio de 1993 | Ecuador                                                                          | 6:1 (2:0) | Venezuela    | Estadio Olímpico Atahualpa, Quito                              |                                                                |
|                     | Muñoz 19' (t.l.) · Noriega 32' · Fernández 57', 81' · Hurtado 65' · Aguinaga 84' |           | 79' Dolgetta | Asistencia: 45 000 espectadores Árbitro(s): Francisco Lamolina | Asistencia: 45 000 espectadores Árbitro(s): Francisco Lamolina |

| 16 de junio de 1993 | Uruguay      | 1:0 (0:0) | Estados Unidos | Estadio Bellavista, Ambato                                 |                                                            |
|                     | Ostolaza 50' |           |                | Asistencia: 25 000 espectadores Árbitro(s): Alberto Tejada | Asistencia: 25 000 espectadores Árbitro(s): Alberto Tejada |

| 19 de junio de 1993 | Uruguay                      | 2:2 (1:1) | Venezuela                | Estadio Bellavista, Ambato                             |                                                        |
|                     | Saralegui 23' · Kanapkis 79' |           | 10' Dolgetta · 72' Rivas | Asistencia: 15 000 espectadores Árbitro(s): Pablo Peña | Asistencia: 15 000 espectadores Árbitro(s): Pablo Peña |

| 19 de junio de 1993 | Ecuador                  | 2:0 (2:0) | Estados Unidos | Estadio Olímpico Atahualpa, Quito                         |                                                           |
|                     | Avilés 11' · Hurtado 35' |           |                | Asistencia: 45 000 espectadores Árbitro(s): Iván Guerrero | Asistencia: 45 000 espectadores Árbitro(s): Iván Guerrero |

| 22 de junio de 1993 | Venezuela                         | 3:3 (0:2) | Estados Unidos                          | Estadio Olímpico Atahualpa, Quito                          |                                                            |
|                     | Dolgetta 68', 80' · Echenausi 89' |           | 20' Henderson · 37' Lalas · 51' Kinnear | Asistencia: 45 000 espectadores Árbitro(s): Alberto Tejada | Asistencia: 45 000 espectadores Árbitro(s): Alberto Tejada |

| 22 de junio de 1993 | Ecuador                   | 2:1 (1:0) | Uruguay      | Estadio Olímpico Atahualpa, Quito                              |                                                                |
|                     | Avilés 28' · Aguinaga 87' |           | 64' Kanapkis | Asistencia: 45 000 espectadores Árbitro(s): Francisco Lamolina | Asistencia: 45 000 espectadores Árbitro(s): Francisco Lamolina |

### Grupo B
| Selección | Pts. | PJ | PG | PE | PP | GF | GC | Dif. |
| --------- | ---- | -- | -- | -- | -- | -- | -- | ---- |
| Perú      | 4    | 3  | 1  | 2  | 0  | 2  | 1  | +1   |
| Brasil    | 3    | 3  | 1  | 1  | 1  | 5  | 3  | +2   |
| Paraguay  | 3    | 3  | 1  | 1  | 1  | 2  | 4  | –2   |
| Chile     | 2    | 3  | 1  | 0  | 2  | 3  | 4  | –1   |

| 18 de junio de 1993 | Paraguay   | 1:0 (1:0) | Chile | Estadio Alejandro Serrano Aguilar, Cuenca                      |                                                                |
|                     | Cabañas 6' |           |       | Asistencia: 20 000 espectadores Árbitro(s): José Torres Cadena | Asistencia: 20 000 espectadores Árbitro(s): José Torres Cadena |

| 18 de junio de 1993 | Perú | 0:0 | Brasil | Estadio Alejandro Serrano Aguilar, Cuenca                        |  |
|                     |      |     |        | Asistencia: 20 000 espectadores Árbitro(s): Arturo Brizio Carter |  |

| 21 de junio de 1993 | Paraguay   | 1:1 (1:0) | Perú          | Estadio Alejandro Serrano Aguilar, Cuenca                 |                                                           |
|                     | Monzón 37' |           | 77' Del Solar | Asistencia: 20 000 espectadores Árbitro(s): Ángel Guevara | Asistencia: 20 000 espectadores Árbitro(s): Ángel Guevara |

| 21 de junio de 1993 | Chile                          | 3:2 (1:1) | Brasil                          | Estadio Alejandro Serrano Aguilar, Cuenca                 |                                                           |
|                     | Sierra 15' · Zambrano 51', 59' |           | 36' Müller · 55' (pen.) Palinha | Asistencia: 20 000 espectadores Árbitro(s): Alfredo Rodas | Asistencia: 20 000 espectadores Árbitro(s): Alfredo Rodas |

| 24 de junio de 1993 | Perú                 | 1:0 (1:0) | Chile | Estadio Alejandro Serrano Aguilar, Cuenca                      |                                                                |
|                     | Del Solar 14' (pen.) |           |       | Asistencia: 20 000 espectadores Árbitro(s): José Torres Cadena | Asistencia: 20 000 espectadores Árbitro(s): José Torres Cadena |

| 24 de junio de 1993 | Brasil                         | 3:0 (1:0) | Paraguay | Estadio Alejandro Serrano Aguilar, Cuenca                        |                                                                  |
|                     | Palinha 15', 72' · Edmundo 62' |           |          | Asistencia: 20 000 espectadores Árbitro(s): Arturo Brizio Carter | Asistencia: 20 000 espectadores Árbitro(s): Arturo Brizio Carter |

### Grupo C
| Selección | Pts. | PJ | PG | PE | PP | GF | GC | Dif. |
| --------- | ---- | -- | -- | -- | -- | -- | -- | ---- |
| Colombia  | 4    | 3  | 1  | 2  | 0  | 4  | 3  | +1   |
| Argentina | 4    | 3  | 1  | 2  | 0  | 3  | 2  | +1   |
| México    | 2    | 3  | 0  | 2  | 1  | 2  | 3  | –1   |
| Bolivia   | 2    | 3  | 0  | 2  | 1  | 1  | 2  | –1   |

| 16 de junio de 1993 | Colombia                       | 2:1 (1:0) | México    | Estadio 9 de Mayo, Machala                               |                                                          |
|                     | Valencia 35' · Aristizábal 87' |           | 57' Zague | Asistencia: 20 000 espectadores Árbitro(s): Jorge Nieves | Asistencia: 20 000 espectadores Árbitro(s): Jorge Nieves |

| 17 de junio de 1993 | Argentina     | 1:0 (0:0) | Bolivia | Estadio George Capwell, Guayaquil                          |                                                            |
|                     | Batistuta 53' |           |         | Asistencia: 16 000 espectadores Árbitro(s): Arturo Angeles | Asistencia: 16 000 espectadores Árbitro(s): Arturo Angeles |

| 20 de junio de 1993 | México     | 1:1 (1:1) | Argentina   | Estadio George Capwell, Guayaquil                                         |                                                                           |
|                     | Patiño 14' |           | 28' Ruggeri | Asistencia: 16 000 espectadores Árbitro(s): Juan Francisco Escobar Valdez | Asistencia: 16 000 espectadores Árbitro(s): Juan Francisco Escobar Valdez |

| 20 de junio de 1993 | Colombia            | 1:1 (1:1) | Bolivia        | Estadio 9 de Mayo, Machala                                 |                                                            |
|                     | Maturana 18' (pen.) |           | 14' Etcheverry | Asistencia: 11 000 espectadores Árbitro(s): Márcio Rezende | Asistencia: 11 000 espectadores Árbitro(s): Márcio Rezende |

| 23 de junio de 1993 | México | 0:0 | Bolivia | Estadio Reales Tamarindos, Portoviejo                    |  |
|                     |        |     |         | Asistencia: 20 000 espectadores Árbitro(s): Jorge Nieves |  |

| 23 de junio de 1993 | Argentina  | 1:1 (1:1) | Colombia  | Estadio Monumental, Guayaquil                              |                                                            |
|                     | Simeone 2' |           | 5' Rincón | Asistencia: 45 000 espectadores Árbitro(s): Márcio Rezende | Asistencia: 45 000 espectadores Árbitro(s): Márcio Rezende |

### Mejores terceros puestos
Los dos mejores de los terceros puestos avanzan a la segunda ronda.
| Selección | Gr. | Pts. | PJ | PG | PE | PP | GF | GC | Dif. |
| --------- | --- | ---- | -- | -- | -- | -- | -- | -- | ---- |
| Paraguay  | B   | 3    | 3  | 1  | 1  | 1  | 2  | 4  | –2   |
| México    | C   | 2    | 3  | 0  | 2  | 1  | 2  | 3  | –1   |
| Venezuela | A   | 2    | 3  | 0  | 2  | 1  | 6  | 11 | –5   |

## Segunda fase

### Cuadro general
|  | Cuartos de final        | Cuartos de final       |                         |       | Semifinales                  | Semifinales                  |  |  | Final | Final |
|  |                         |                        |                         |       |                              |                              |  |  |       |       |
|  | 26 de junio – Quito     |                        |                         |       |                              |                              |  |  |       |       |
|  |                         |                        |                         |       |                              |                              |  |  |       |       |
|  | Ecuador                 | 3                      |                         |       |                              |                              |  |  |       |       |
|  | Ecuador                 | 3                      | 30 de junio – Quito     |       |                              |                              |  |  |       |       |
|  | Paraguay                | 0                      |                         |       |                              |                              |  |  |       |       |
|  | Paraguay                | 0                      | Ecuador                 | 0     |                              |                              |  |  |       |       |
|  | 27 de junio – Quito     |                        | Ecuador                 | 0     |                              |                              |  |  |       |       |
|  |                         | México                 | 2                       |       |                              |                              |  |  |       |       |
|  | Perú                    | México                 | 2                       | 2     |                              |                              |  |  |       |       |
|  | Perú                    |                        | 4 de julio – Guayaquil  | 2     |                              |                              |  |  |       |       |
|  | México                  | 4                      |                         |       |                              |                              |  |  |       |       |
|  | México                  | 4                      | México                  | 1     |                              |                              |  |  |       |       |
|  | 26 de junio – Guayaquil |                        | México                  | 1     |                              |                              |  |  |       |       |
|  |                         | Argentina              | 2                       |       |                              |                              |  |  |       |       |
|  | Colombia (p.)           | Argentina              | 2                       | 1 (5) |                              |                              |  |  |       |       |
|  | Colombia (p.)           | 1 de julio – Guayaquil |                         | 1 (5) |                              |                              |  |  |       |       |
|  | Uruguay                 | 1 (3)                  |                         |       |                              |                              |  |  |       |       |
|  | Uruguay                 | 1 (3)                  | Colombia                | 0 (5) |                              |                              |  |  |       |       |
|  | 27 de junio – Guayaquil |                        | Colombia                | 0 (5) |                              |                              |  |  |       |       |
|  |                         | Argentina (p.)         | 0 (6)                   |       | Partido por el tercer puesto | Partido por el tercer puesto |  |  |       |       |
|  | Argentina (p.)          | Argentina (p.)         | 0 (6)                   | 1 (6) | Partido por el tercer puesto | Partido por el tercer puesto |  |  |       |       |
|  | Argentina (p.)          |                        | 3 de julio – Portoviejo | 1 (6) |                              |                              |  |  |       |       |
|  | Brasil                  | 1 (5)                  |                         |       |                              |                              |  |  |       |       |
|  | Brasil                  | 1 (5)                  | Ecuador                 | 0     |                              |                              |  |  |       |       |
|  |                         |                        |                         |       |                              |                              |  |  |       |       |
|  | Colombia                | 1                      |                         |       |                              |                              |  |  |       |       |
|  | Colombia                | 1                      |                         |       |                              |                              |  |  |       |       |

### Cuartos de final
| 26 de junio de 1993 | Ecuador                                         | 3:0 (2:0) | Paraguay | Estadio Olímpico Atahualpa, Quito                          |                                                            |
|                     | Hurtado 33' · Chilavert 43' (a.g.) · Avilés 81' |           |          | Asistencia: 45 000 espectadores Árbitro(s): Márcio Rezende | Asistencia: 45 000 espectadores Árbitro(s): Márcio Rezende |

| 26 de junio de 1993 | Colombia                                           | 1:1 (0:0) (5:3 p.)         | Uruguay                               | Estadio Monumental, Guayaquil                                             |                                                                           |
|                     | Perea 88'                                          |                            | 63' Saralegui                         | Asistencia: 10 000 espectadores Árbitro(s): Juan Francisco Escobar Valdez | Asistencia: 10 000 espectadores Árbitro(s): Juan Francisco Escobar Valdez |
|                     |                                                    | Tiros desde el punto penal |                                       |                                                                           |                                                                           |
|                     | Asprilla · Mendoza · Valderrama · Pérez · Valencia |                            | Pelletti · Saralegui · Moas · Siboldi |                                                                           |                                                                           |

| 27 de junio de 1993 | Argentina                                                        | 1:1 (0:1) (6:5 p.)         | Brasil                                                        | Estadio Monumental, Guayaquil                              |                                                            |
|                     | Rodríguez 69'                                                    |                            | 37' Müller                                                    | Asistencia: 25 000 espectadores Árbitro(s): Alberto Tejada | Asistencia: 25 000 espectadores Árbitro(s): Alberto Tejada |
|                     |                                                                  | Tiros desde el punto penal |                                                               |                                                            |                                                            |
|                     | Gorosito · Simeone · Rodríguez · Acosta · Medina Bello · Borelli |                            | Zinho · Cafú · Müller · Roberto Carlos · Luisinho · Boiadeiro |                                                            |                                                            |

| 27 de junio de 1993 | México                                               | 4:2 (3:0) | Perú                               | Estadio Olímpico Atahualpa, Quito                         |                                                           |
|                     | García Aspe 22' (pen.), 44' · Zague 43' · Patiño 49' |           | 55' (pen.) Del Solar · 82' Reynoso | Asistencia: 35 000 espectadores Árbitro(s): Iván Guerrero | Asistencia: 35 000 espectadores Árbitro(s): Iván Guerrero |

### Semifinales
| 30 de junio de 1993 | Ecuador | 0:2 (0:1) | México                    | Estadio Olímpico Atahualpa, Quito                         |                                                           |
|                     |         |           | 23' Sánchez · 54' Ramírez | Asistencia: 45 000 espectadores Árbitro(s): Iván Guerrero | Asistencia: 45 000 espectadores Árbitro(s): Iván Guerrero |

| 1 de julio de 1993 | Argentina                                                     | 0:0 (6:5 p.)               | Colombia                                                       | Estadio Monumental, Guayaquil                            |  |
|                    |                                                               |                            |                                                                | Asistencia: 15 000 espectadores Árbitro(s): Jorge Nieves |  |
|                    |                                                               | Tiros desde el punto penal |                                                                |                                                          |  |
|                    | Gorosito · Batistuta · Simeone · Rodríguez · Acosta · Borelli |                            | Rincón · Asprilla · Mendoza · Pérez · Valderrama · Aristizábal |                                                          |  |

### Tercer lugar
| 3 de julio de 1993 | Ecuador | 0:1 (0:0) | Colombia     | Estadio Reales Tamarindos, Portoviejo                       |                                                             |
|                    |         |           | 86' Valencia | Asistencia: 24 000 espectadores Árbitro(s): Álvaro Arboleda | Asistencia: 24 000 espectadores Árbitro(s): Álvaro Arboleda |

### Final
| 4 de julio de 1993 | Argentina          | 2:1 (0:0) | México             | Estadio Monumental, Guayaquil                              |                                                            |
|                    | Batistuta 63', 74' |           | 67' (pen.) Galindo | Asistencia: 40 000 espectadores Árbitro(s): Márcio Rezende | Asistencia: 40 000 espectadores Árbitro(s): Márcio Rezende |

|                               |
| Bandera de Argentina          |
| Campeón Argentina 14.º título |

## Tabla de posiciones
| Pos. | Selección      | Gr. | Pts. | PJ | PG | PE | PP | GF | GC | Dif | Rend.   |
| ---- | -------------- | --- | ---- | -- | -- | -- | -- | -- | -- | --- | ------- |
| 1    | Argentina      | C   | 8    | 6  | 2  | 4  | 0  | 6  | 4  | +2  | 66.7 %  |
| 2    | México         | C   | 6    | 6  | 2  | 2  | 2  | 9  | 7  | +2  | 50.0 %  |
| 3    | Colombia       | C   | 8    | 6  | 2  | 4  | 0  | 6  | 4  | +2  | 66.7 %  |
| 4    | Ecuador        | A   | 8    | 6  | 4  | 0  | 2  | 13 | 5  | +8  | 66.7 %  |
| 5    | Brasil         | B   | 4    | 4  | 1  | 2  | 1  | 6  | 4  | +2  | 50.00 % |
| 6    | Uruguay        | A   | 4    | 4  | 1  | 2  | 1  | 5  | 5  | 0   | 50.00 % |
| 7    | Perú           | B   | 4    | 4  | 1  | 2  | 1  | 4  | 5  | –1  | 50.00 % |
| 8    | Paraguay       | B   | 3    | 4  | 1  | 1  | 2  | 2  | 7  | –5  | 37.5 %  |
| 9    | Chile          | B   | 2    | 3  | 1  | 0  | 2  | 3  | 4  | –1  | 33.3 %  |
| 10   | Bolivia        | C   | 2    | 3  | 0  | 2  | 1  | 1  | 2  | –1  | 33.3 %  |
| 11   | Venezuela      | A   | 2    | 3  | 0  | 2  | 1  | 6  | 11 | –5  | 33.3 %  |
| 12   | Estados Unidos | A   | 1    | 3  | 0  | 1  | 2  | 3  | 6  | –3  | 16.7 %  |

## Goleadores
| Jugador                | Selección | Goles |
| ---------------------- | --------- | ----- |
| José Luis Dolgetta     | Venezuela | 4     |
| Palinha                | Brasil    | 3     |
| Raúl Avilés            | Ecuador   | 3     |
| Eduardo Hurtado        | Ecuador   | 3     |
| José del Solar         | Perú      | 3     |
| Gabriel Omar Batistuta | Argentina | 3     |
| Ángel Fernández        | Ecuador   | 2     |
| Álex Aguinaga          | Ecuador   | 2     |
| Adolfo Valencia        | Colombia  | 2     |
| Richard Zambrano       | Chile     | 2     |
| Zague                  | México    | 2     |
| Müller                 | Brasil    | 2     |
| David Patiño           | México    | 2     |
| Fernando Kanapkis      | Uruguay   | 2     |
| García Aspe            | México    | 2     |
| Marcelo Saralegui      | Uruguay   | 2     |

## Mejor jugador del torneo
- Sergio Goycochea.[1]

## Clasificado a la Copa Confederaciones 1995
| Bandera de Argentina |
| Argentina Campeón    |